# Табаковићи
Табаковићи, српска породица, пореклом из Херцеговине која је попут многих српских породица крајем 17. века турску царевину заменила за аустроугарску. За мање од два века постала је део угледног грађанског сталежа у Араду .
Из те породице потичеу архитекта Милан Табаковић, чији објекти заузимају видно место у архитектури Арада, његови синови, архитекта Ђорђе Табаковић и сликар Иван Табаковић. Унук Милана Табаковића је архитекта Пеђа Ристић, који је живео у Београду.